# Michael Oman

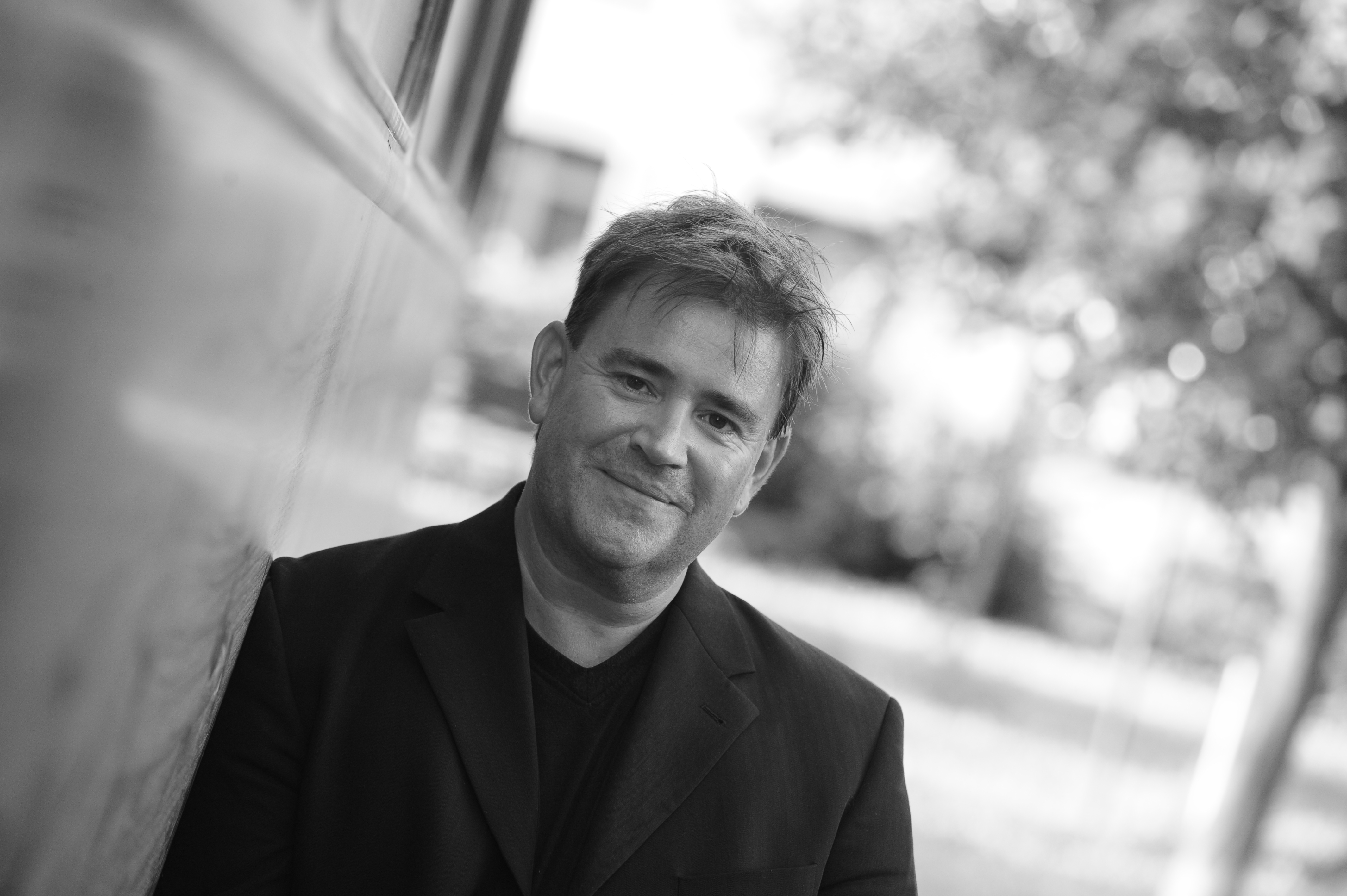
Michael Oman (2009)

Michael Oman (* 11. Juli 1963 in Linz, Oberösterreich) ist ein österreichischer Blockflötist und Ensembleleiter, der vorwiegend im Bereich der historischen Aufführungspraxis tätig ist. Er leitet das Ensemble Austrian Baroque Company (ABC).

## Leben und Wirken
Oman wurde als Absolvent des Musikgymnasiums und der Anton Bruckner Privatuniversität in Linz als Blockflötist unter anderem von Walter van Hauwe und Kees Boeke sowie von Balduin Sulzer (Ensembleleitung/Analyse) ausgebildet.
Er konzertierte unter der Leitung von Dirigenten wie Marc Albrecht, Philippe Entremont, Peter Schreier, Erwin Ortner, Martin Haselböck, Sir John Eliot Gardiner, Roger Norrington und James Gaffigan sowie mit österreichischen Barockensembles, modernen Kammerorchestern und als Spiritus rector seines Ensembles Austrian Baroque Company konzertierte er weltweit als Blockflötensolist und Ensembleleiter.
Sein breit gefächertes Repertoire erstreckt sich von einstimmigen mittelalterlichen Balladen und Estampien, der Consort-Literatur der Renaissance über früh- und hochbarocke Sonaten und Concerti bis hin zu zeitgenössischer Musik. Er spielte Uraufführungen zeitgenössischer oberösterreichischer Komponisten und präsentierte Komponistenportraits 1997 von Isang Yun („Chinesische Bilder“), 2005 von Luciano Berio („Gesti“) und 2008 von Karlheinz Stockhausen (In Freundschaft). Seine CD-Aufnahmen wurden mehrfach mit internationalen Preisen ausgezeichnet.
2001 gründete Oman die Austrian Baroque Company, eine spezialisierte Originalklangtruppe für die Musik des 17. und 18. Jahrhunderts, die er regelmäßig vom Blockflötenrezital über barocke Ensemblemusik bis hin zu Blockflötenkonzerten in Form künstlerischer Projekte präsentiert. Als künstlerischer Kurator betreut er seit 2007 die Konzertreihe Abendmusik in der Ursulinenkirche in Linz und gründete 2009 die Eferdinger Schlosskonzerte.
Im Alter von 26 Jahren wurde Oman Professor für Blockflöte, Kammermusik und historische Aufführungspraxis an der Anton Bruckner Privatuniversität Linz. Weitere Dozententätigkeit an in- und ausländischen Hochschulen (Prag), Konservatorien (Klagenfurt, Thessaloniki) und an Meisterkursen für Alte Musik (unter anderem Krieglach, Austria Barockakademie, Schloss Weinberg).
Oman besitzt etwa 30 Blockflöten verschiedener Größen und Bauart (Mittelalter, Renaissance, Barock). Er konzertiert ausschließlich auf Instrumenten der Blockflötenbauer Ernst Meyer, Andreas Schwob, Fred Morgan und Friedrich von Huene.

## Diskografie
Austrian Baroque Company
- 2009: Exit baroque
- 2009: Süße Stille, sanfte Quelle

Oman Consort
- 2007: Greetings from London
- 2005: La Passione rossa
- 2003: La Suave Melodia
- 2002: Musica Britannica

Ars Antiqua Austria
- 2005: Bononcini
- 2001: Francesco Conti – Cantate con istromenti I-IV
- 1997: Biber / Schmelzer
- 1996: J. S. Bach (4 Orchestersuiten)
- 1995: J. S. Bach
- 1994: Romanus Weichlein II
- 1994: Biber Violinsonaten
- 1993: Romanus Weichlein I

Armonico Tributo Austria
- 1999: Georg Muffat
- 1998: Johann Joseph Fux
- 1996: J. H. Schmelzer
- 1996: G. Ph. Telemann
- 1992: Johann Joseph Fux

Wiener Akademie
- 1994: G. Ph. Telemann

## Auszeichnungen (Auswahl)
- 2002: Diapason d’Or (Paris) für CD F. Conti, Kantaten
- 2002: Goldberg 5 (Pamplona) für CD Musica Britannica
- 2004: Supersonic pizzicato (Luxembourg) für CD La Suave Melodia
- 2008: Toccata–CD des Monats (Regensburg) für CD Greetings from London
- 2010: Orphée d’Or (Paris) für CD Süße Stille, sanfte Quelle